# خوان دياز كاناليس
خوان دياز كاناليس (بالإسبانية: Juan Díaz Canales)‏ هو فنان قصص مصورة وكاتب وكاتب سيناريو إسباني، ولد في 1972 في مدريد في إسبانيا.

## وصلات خارجية
- الموقع الرسمي